# Rafaela Satorres
Rafaela Satorres Fernández (24 de septiembre de 1888—Madrid, 3 de noviembre de 1947) fue una actriz española de teatro y cine.
En su carrera teatral pueden citarse sus interpretaciones en Mariquilla Terremoto (1930) de los hermanos Quintero. o La estrella de Justina (1925) de Luis Fernández Ardavín.
En el cine español de posguerra, destacó en papeles secundarios de ama y de doña, en películas como La gitanilla (1940), Porque te vi llorar (1941), Malvaloca (1942), Rojo y negro (1942), La casa de la lluvia (1943) y El clavo (1944). Estuvo casada con el actor  Manuel París Sánchez +Madrid, 1944).